# Бэд-Ривер (индейская резервация)
Бэд-Ривер (англ. Bad River Reservation) — индейская резервация алгонкиноязычного народа оджибве, расположенная в северной части штата Висконсин, США. Бэд-Ривер крупнейшая по площади резервация оджибве в штате и вторая после резервации народа меномини.

## История
Индейцы оджибве (также известные как чиппева) из современного Висконсина являются потомками северного алгонкинского народа, который первоначально жил на обширной территории, в основном к северу от озёр Верхнее и Гурон. Они начали мигрировать через район Великих озёр задолго до прибытия европейцев. Когда европейская торговля мехом проникла в район Великих озер, оджибве переселились из северных районов и основали деревни близ торговых постов. Те, что остались недалеко от торгового французского поста Ла-Пуэнт на острове Мадлен, стали известны под общим названием племя ла-пуэнт. Они занимались торговлей мехом с франко-канадскими поселенцами, а также другими сезонными занятиями, такими как рыбная ловля, приготовление риса и охота для мужчин, а также сбор ягод, сбор кленового сахара и сбор орехов, корней и лекарственных растений женщинами.
Вскоре после организации Территории Висконсин был подписан договор об уступке земли, который закрепил примерно половину нынешнего штата Висконсин за индейцами оджибве, сиу и виннебаго. Американские чиновники добивались уступки территории, чтобы обеспечить возможность крупномасштабной лесозаготовки вдоль восточных притоков реки Миссисипи. Договор об уступке земель от 1837 года обеспечивал законный доступ к этим землям.
После начала лесозаготовок сообщения о залежах меди на берегах озера Верхнее побудили федеральных чиновников добиваться новых уступок земель народа оджибве. После заключения договора 1842 года добыча меди резко возросла, и к 1890 году регион стал мировым лидером по производству меди.
Договор 1854 года завершил потерю земель индейцев к югу от озера Верхнее. В соответствии с договором также были созданы резервации для различных групп и племён, включая резервацию Бэд-Ривер.

## География
Резервация расположена на южном берегу озера Верхнее, на севере штата Висконсин, и почти полностью покрыта лесом и болотами. Большая часть Бэд-Ривер находится в округе Ашленд, меньшая — в округе Айрон. Общая площадь резервации составляет 510,462 км², из них 500,161 км² приходится на сушу и 10,301 км² — на воду. Административным центром резервации и штаб-квартирой племени является невключённая территория и статистически обособленная местность Одана.
65 км² территории Бэд-Ривер являются высококачественными водно-болотными угодьями из-за болот Какагон и Бэд-Ривер — они зарегистрированы правительством Соединённых Штатов как водно-болотные угодья международного значения в соответствии с Рамсарской конвенцией. Водно-болотные угодья идеально подходят для выращивания дикого риса, исторической культуры оджибве. Топи представляют собой единственное оставшееся обширное прибрежное болото дикого риса в районе Великих озер. Из-за своей среды обитания и близости к острову Мадлен, Бэд-Ривер имеет большое значение для всего народа оджибве. В августе индейцы из разных резерваций приезжают на ежегодный праздник манумин, или сбор дикого риса.
На территории резервации находится множество небольших озёр. На северной границе Бэд-Ривер высота обычно составляет от 180 до 210 м над уровнем моря. К югу она увеличивается до 210—340 м над уровнем моря.  

## Демография
По данным федеральной переписи населения 2010 года, в резервации проживало 1 479 человек. Согласно федеральной переписи населения 2020 года в резервации проживало 1 545 человек, насчитывалось 447 домашних хозяйств и 625 жилых домов. Средний доход на одно домашнее хозяйство в индейской резервации составлял 51 458 долларов США. Около 21,1 % всего населения находились за чертой бедности, в том числе 29,1 % тех, кому ещё не исполнилось 18 лет, и 15 % старше 65 лет.
Расовый состав распределился следующим образом: белые — 300 чел., афроамериканцы — 4 чел., коренные американцы (индейцы США) — 1 176 чел., азиаты — 0 чел., океанийцы — 1 чел., представители других рас — 2 чел., представители двух или более рас — 62 человека; испаноязычные или латиноамериканцы любой расы составили 67 человек. Плотность населения составляла 3,03 чел./км².